# Кам'янчин Іван Михайлович
Кам'я́нчин Іва́н Миха́йлович — лейтенант Збройних сил України.

## Нагороди
За особисту мужність і високий професіоналізм, виявлені у захисті державного суверенітету та територіальної цілісності України, вірність військовій присязі, відзначений — нагороджений
- орденом Богдана Хмельницького III ступеня (31.7.2015)